# Willamette Egyetem
A Willamette Egyetem (Willamette University) 1842-ben alapított bölcsészettudományi magánintézmény az Amerikai Egyesült Államok Oregon államának Salem városában; emellett Portlandben is folyik oktatás. A Nyugat-USA legrégebbi felsőoktatási intézménye. Elődjét, az Oregon Institute-ot a metodisták alapították. Jelenlegi nevét 1870-ben vette fel. A 19. században itt nyílt meg a térség első orvostudományi és jogi főiskolája.
A Willamette Bearcats sportegyesület csapatai a Northwest Conference tagjaként az NCAA III-as divíziójában játszanak.

## Története
Az Oregon Institute alapítója az 1834-ben Oregonba érkező Jason Lee, az Indián Fizikaimunkás-képző Intézet létrehozója. Kérésére 1839-ben a Lausanne hajóval ötvenhárom önkéntes érkezett. Az otthonában tartott tanácskozásokat követően elfogadták az intézmény alapszabályát és megválasztották vezetőit. Az 1842. február 1-jén alapított Oregon Institute 1844. augusztus 13-án nyílt meg; egy oktatója (Chloe Clarke Willson) és öt hallgatója volt. Első rektora Lee volt, majd 1845-ös halálát követően utódja David Leslie lett, aki a tisztséget haláláig, 1869-ig töltötte be. Az intézet eredeti célja a misszionáriusok gyerekeinek oktatása volt.
Az intézetnek a térség akkoriban legnagyobb, háromszintes faépülete adott otthont; miután 1851-ben Salem lett Oregon fővárosa, az állami törvényhozás első ülését is itt tartották. Az építmény 1872-ben leégett. 1867-ben elkészült a University nevet viselő téglalétesítmény, amit 1912-ben Alvin F. Waller misszionárius tiszteletére Waller épületre neveztek át. Ez a Mississippi folyótól nyugatra eső legrégebbi, ma is használt egyetemi épület. 1853 és 1860 között az iskola vezetője Francis S. Hoyt volt, akit Thomas Milton Gatch követett; ő a tisztséget kétszer is betöltötte.
Az intézet neve 1852-ben Wallamet Egyetem névre változott, majd a következő névben államilag elismert intézmény lett. Első diplomása az 1859-ben angol irodalom szakon végzett Emily J. York. 1866-ban megalapították a térség első orvosi főiskoláját, majd 1883-ban első jogi intézetét. 1870-ben felvette mai nevét. Az orvosi iskola 1913-ban az Oregoni Egyetembe olvadt; ma Oregoni Egészségtudományi Egyetem néven működik.
A második világháborúban a Willamette volt a haditengerészet V-12 képzési programjában részt vevő 131 intézmény egyike. A kadétokat 1943 és 1945 között a Lausanne női kollégiumban szállásolták el.
1965-ben testvérintézményi megállapodást írtak alá a Tokiói Nemzetközi Egyetemmel; utóbbi salemi campusa 1989-ben nyílt meg.
2013-ban a „szoborjátékban” 1060-an, míg 2015 augusztusában 1203-an vettek részt.

## Campus
A 28 hektáros campus az állami Kapitóliummal szemközt található; a közszolgálati képzéseken tanulóknak a kormányzat gyakorlati helyeket biztosít. Salem belvárosának területe egykor az egyetem tulajdonában volt. A campustól keletre a vasútállomás, délre pedig a McCulloch Stadion található.
A campust a State, Bellevue, Winter és 12. utcák határolják; a jogi és üzleti intézetek a Winter utca átellenes oldalán találhatók. A Halle Ford Művészeti Múzeum és az Oregoni Polgári Igazságügyi Központ a város más pontjain fekszenek, emellett a State utcán az egyetemnek több ingatlana is van a campustól nyugatra.
A bölcsészeti tanszék az Eaton és Smullin/Walton épületekben vannak, míg a tudományos oktatás a Collins és Olin épületekben folyik. A zenei oktatás a G. Herbert Smith Auditóriumban és a Mary Stuart Rogers Központban zajlik. A Waller épület a kampusz területén kitermelt agyagból készült téglákból épült. A Ford épület 2009-ben nyílt meg.
A sportlétesítmények a kampusz délkeleti részén találhatóak.

## Oktatás

### Alapképzés
A Művészeti és Tudományos Főiskola 35 major- és hat minorszakot indít, emellett hét specializációs képzést (előkészítő szakok és BA/MBA) folytat. 2022-ben az alábbi szakok voltak a legnépszerűbbek:
- Gazdaság
- Pszichológia
- Biológia
- Környezettudomány
- Politikatudomány és közigazgatás
- Testnevelés-tudomány és kineziológia

A hallgatók külső gyakorlati helyeken (például a Kapitólium vagy a közeli kutatóerdő) is tanulhatnak. A közszolgálati képzéseken részt vevők tapasztalataik leírásával számolnak be előrehaladásukról. A japán és távol-keleti kultúra iránt érdeklődők a Tokiói Nemzetközi Egyetem kurzusain vehetnek részt.
Az iskola hallgatói több karrierindító támogatásra (Carson, Lilly Endowment) is pályázhatnak, emellett öt, a hallgatói-oktatói együttműködést segítő kutatóközpont működik. Az Oktatásfejlesztési és -támogatási Tanács 1990 óta tizenegy munkatársat választott az év oregoni oktatójának.

### Mesterképzés
A Jogi Intézet és az MBA-képzés székhelye a campus nyugati részén található; hallgatóik párhuzamosan MBA- és jogászdoktori végzettséget is szerezhetnek. A Tanárképző Intézet 2014-ben megszűnt.

### Felvételi körülmények
2022 őszén 3993-an jelentkeztek, ebből 3218 fő nyert felvételt és 537-en iratkoztak be. Az átlagos tanulmányi átlag 3,96 volt.
A 2022–23-as tanévben a tandíj, valamint a lakhatási és egyéb költségek összege 65 047 dollár volt. 2015-ben 30,2 milliót különítettek el tandíjsegélyre. Ebből egy hallgatóra átlagosan 35 204 dollár jutott; ennek többsége szociális ösztöndíj.
Az intézmény használja a Common Application tesztkörnyezetet. Tanulmányi ösztöndíjat már a gólyák is kaphatnak, ennek összege évi minimum 22 ezer dollár. Az ösztöndíjak mértékét a FAFSA űrlap segítségével állapítják meg.

## Hallgatói élet
Az egyetemnek több mint száz hallgatói köre van (például tanulóklubok, politikai és vallási körök). A sportkörök évente 120 eseményt (kajakozás, síelés, hegymászás, bálnales stb.) szerveznek.
A Willamette Collegian hallgatói hetilapot 1875-ben alapították.

### Diákszövetségek
Az egyetemnek öt fiú- (Fí Delta Théta, Kappa Szigma, Szigma Alfa Epszilon, Béta Théta Pí és Szigma Khí), valamint kettő lányszövetsége (Alfa Khí Ómega és Alfa Fí) van.
1942-ben G. Herbert Smith, a Béta Théta Pí tagja lett az egyetem rektora, aki további diákszövetségeket hívott meg az intézménybe. Az első országos kapcsolódású szövetség 1944-ben a Pí Béta Fí lett.
A Khí Omega multikulturális szövetséggé alakult. A Pí Béta Fí 2021-ben megszűnt. 2014 tavaszán az Alfa Fí elfogadta az egyetem pánhellén tanácsának meghívását a willamette-i szövetség újraszervezésére. 2014 őszén a Béta Théta Pí egyetemi szövetségét is újraszervezték.
A Szigma Khí 2013-ban kiszivárgott Facebook-üzenetei szerint „a nők jogai az USA legnagyobb vicce”, emellett az egyetem egyik vezetőjével szemben szexuális jellegű fenyegető üzeneteket fogalmaztak meg. A szövetséget kitiltották a campusról; Mike Dunn országos elnök a döntéssel egyetértett. Később 12 tagjukat kirúgták. A Rolling Stone a szövetség willamette-i ágát „Az USA legkezelhetetlenebb fiúszövetségei” listáján ötödik helyre sorolta.

## Sport
A Willamette Bearcats 12 sportcsapata az NCAA III-as divíziójában játszik. 2021-ben megalapították a térség első nőiatlétika-válogatottját.
A sportegyesület a Northwest Conference alapító tagja. Az amerikaifutball-csapat otthona a McCulloch Stadion, míg a kosárlabda- és röplabdacsapatok, valamint az úszók a Lestle J. Sparks Sportcentrumot használják. A baseballmérkőzéseket a Roy S. „Spec” Keene Stadionban, a futóversenyeket pedig a Charles Bowles Futópályán rendezik meg.
Az egyesületi hírességek csarnoka 1991 óta létezik. Az amerikaifutball-csapat 1993-ban megnyerte az NCAA II-es divízióbeli nemzeti bajnokságát.

### Nevezetes sportolók
Nick Symmonds olimpikon az NCAA 800 méteres távfutóversenyét négyszer, az 1500 méterest pedig háromszor nyerte meg. A 2012-es nyári olimpián 800 méteren ötödik lett.
2007-ben Sarah Zerzan országos terepfutó bajnok lett.
1997-ben Liz Heaston lett az első női amerikaifutball-játékos. Ez volt a Bearcats legsikeresebb szezonja, amikor a nemzeti bajnokságig jutottak, ahol a Findlay-i Egyetemtől kikaptak.
2014-ben Conner Mertens lett a biszexualitását nyíltan felvállaló első aktív amerikaifutball-játékos, ezzel nemzetközi médiafigyelmet kapott.
2017-ben a férfilabdarúgó-csapat divízióbajnok lett.
Az amerikaifutball-csapat 1941. december 7-én, a Pearl Harbor elleni japán támadás idején Honoluluban tartózkodott; a támadást követően a csapat tagjai a Punahou iskolát védték, és a haditengerészeti kórház sérültjeit ápolták. A „Pearl Harbor-i csapat” 1997-ben bekerült az egyesületi hírességek csarnokába.

## Nevezetes személyek

### Hallgatók
- Alex J. Mandl, a Gemalto biztonsági cég elnöke
- Bob Packwood, szenátor
- Bob Smith, politikus
- Cal Lee, amerikaifutball-edző
- Dale T. Mortensen, 2010 gazdasági Nobel-díjasa
- Daryl Chapin, az első szilícium félvezetőn alapuló napelem kifejlesztője
- Gerald L. Pearson, az első szilícium félvezetőn alapuló napelem kifejlesztője
- James Albaugh, a Boeing alelnöke
- Jay Inslee, Washington állam kormányzója
- Lisa Murkowski, szenátor
- Liz Heaston amerikaifutball-játékos
- Marie Watt, textilművész
- Mark Hatfield, szenátor
- Nick Symmonds, hosszútávfutó
- Norma Paulus, politikus
- Paul De Muniz, bíró
- Sam Farr, politikus
- Thomas A. Bartlett, a Kairói Amerikai Egyetem rektora
- Tony Barron, baseballjátékos
- Virginia Linder, bíró
- Wallace P. Carson Jr., bíró, politikus

### Oktatók
- Charles Bowles, anatómiaoktató
- Chloe Clark Willson, a Willamette-völgyi metodista misszió egyik első oktatója
- Chris Smith, biológus
- Danielle Cadena Deulen, költő
- John Doan, zeneszerző
- John Lowden Knight, teológus
- Kim Stafford, költő
- Mark Hatfield, szenátor
- Olympia Vernon, író
- Orlando Plummer, politikus
- Robert Hess, szobrász
- Susan M. Leeson, bíró
- Symeon C. Symeonides, jogtudós
- Warren Binford, gyermekjogi aktivista
- William Smaldone, történelemoktató
- Willis C. Hawley, politikus

## Fordítás
- Ez a szócikk részben vagy egészben  a   Willamette University című angol Wikipédia-szócikk ezen változatának fordításán alapul.  Az eredeti cikk szerkesztőit annak laptörténete sorolja fel. Ez a jelzés csupán a megfogalmazás eredetét és a szerzői jogokat jelzi, nem szolgál a cikkben szereplő információk forrásmegjelöléseként.